# Ingenious
Ingenious è un film del 2009 diretto da Jeff Balsmeyer, interpretato da Dallas Roberts e Jeremy Renner.

## Trama
Matt, piccolo inventore, continua a mettere a punto prodotti intelligenti ma poco pratici e senza mercato, tanto che la moglie Gina è costretta ad arrotondare con il suo lavoro extra di assistente di volo. Sam, suo amico e partner d'affari, è un venditore nato ma gli affari non gli vanno mai per il verso giusto. Un giorno, di punto in bianco, Matt ha la grande idea, quella che stava aspettando per salvare attività e matrimonio, ma mancano i soldi per realizzarla. Occorre trovare un modo per reperirli e l'aiuto di Sam sarà determinante.

## Distribuzione
In Italia il film è stato commercializzato direttamente per il mercato home video. La versione a noleggio del DVD è uscita il 5 dicembre 2012 mentre quella per la vendita il 22 gennaio 2013.